# Adiós (Navarra)
Adiós (früher: baskisch Adiotz) ist ein Ort und eine Gemeinde (municipio) mit 191 Einwohnern (Stand: 2024) in der autonomen Gemeinschaft Navarra im Norden von Spanien. 

## Lage und Klima
Adiós liegt in ca. 480 m Höhe und ist ca. 17 km (Fahrtstrecke) in südsüdwestlicher Richtung von der Regionalhauptstadt Pamplona entfernt. Das Klima ist gemäßigt bis warm; Regen (ca. 784 mm/Jahr) fällt übers Jahr verteilt.

## Bevölkerungsentwicklung
| Jahr      | 1970 | 1981 | 1991 | 2001 | 2011 | 2021 |
| Einwohner | 174  | 125  | 114  | 142  | 186  | 167  |

## Sehenswürdigkeiten

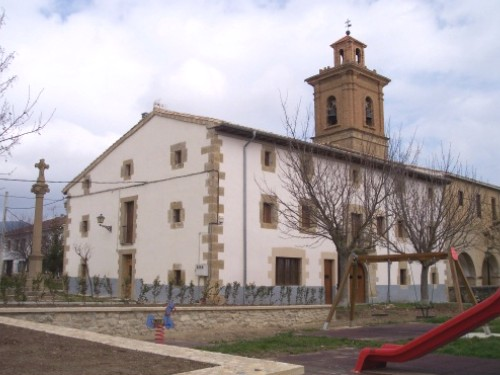
Andreaskirche

- Andreaskirche